# ألوين كومولونغ
ألوين كومولونغ (Alwin Komolong) (مواليد 2 نوفمبر 1994) هو لاعب كرة قدم من بابوا غينيا الجديدة، يلعب حالياً مع نادي لاي سيتي الذي ينافس في دوري بابوا غينيا الجديدة الوطني، وكذلك مع منتخب بابوا غينيا الجديدة لكرة القدم. وهو الشقيق الأكبر للاعب فيليكس كومولونغ.

## وصلات خارجية
- ألوين كومولونغ على موقع قاعدة بيانات كرة القدم.إي يو (الإنجليزية)
- ألوين كومولونغ على موقع ناشيونال فوتبول تيمز (الإنجليزية)
- ألوين كومولونغ على موقع Soccerway.com (الإنجليزية)
- ألوين كومولونغ على موقع عالم كرة القدم.نت (الإنجليزية)

- ألوين كومولونغ على موقع قاعدة بيانات كرة القدم.إي يو (الإنجليزية)
- ألوين كومولونغ على موقع ناشيونال فوتبول تيمز (الإنجليزية)
- ألوين كومولونغ على موقع Soccerway.com (الإنجليزية)
- ألوين كومولونغ على موقع عالم كرة القدم.نت (الإنجليزية)